# Onze-Lieve-Vrouwekerk (Arnstadt)
De Onze-Lieve-Vrouwekerk (Duits: Liebfrauenkirche) is een protestantse parochiekerk in Arnstadt (Thüringen). De kerk werd in de 12e en 13e eeuw gebouwd en geldt naast de Dom van Naumburg als de belangrijkste vertegenwoordiger van de overgangsperiode van romaanse naar gotische architectuur in Thüringen.

## Bouwgeschiedenis

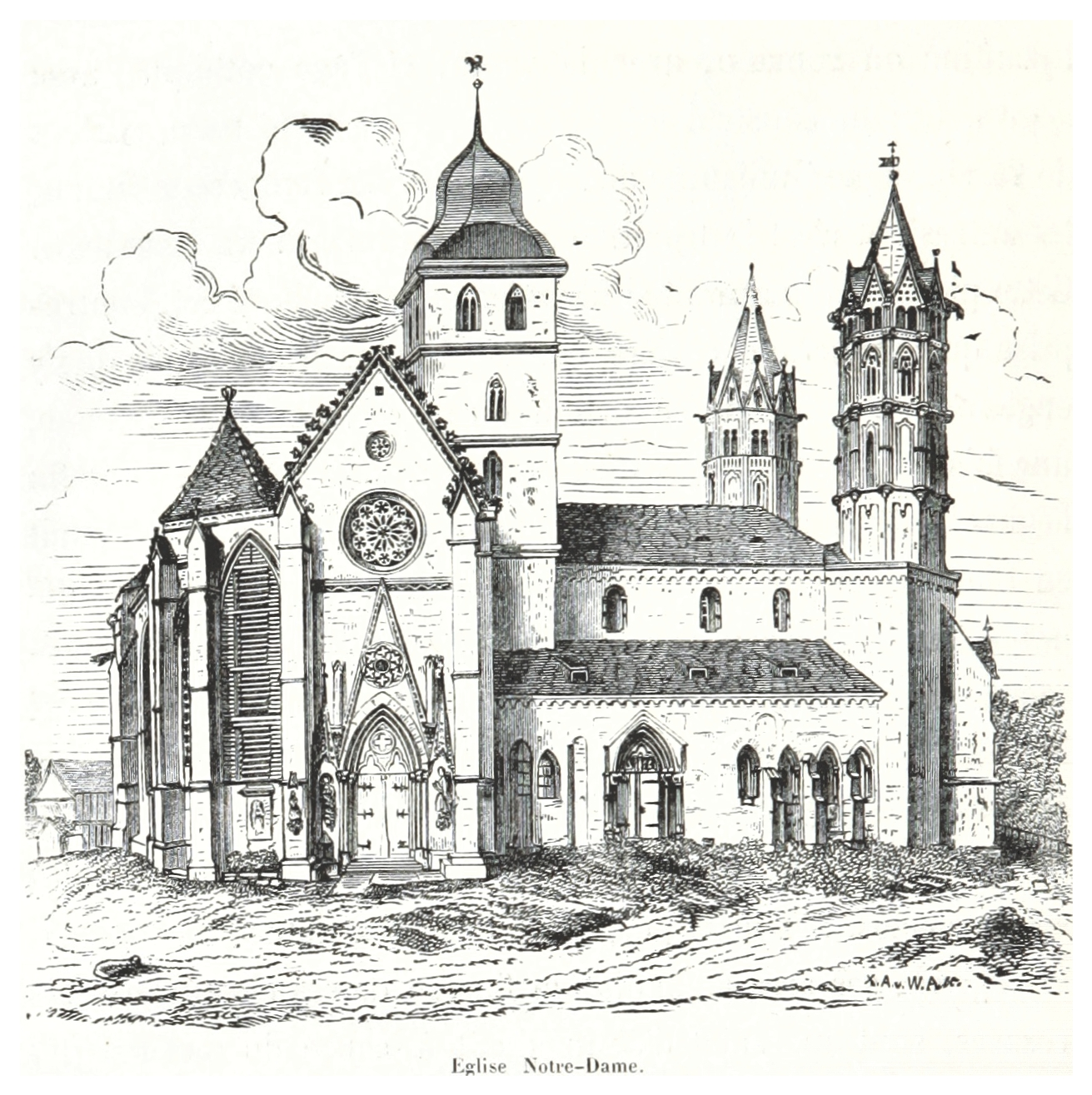
De kerk volgens een afbeelding in Dans la Forêt de Thuringe. Voyage d'étude (1862) door Édouard Humbert

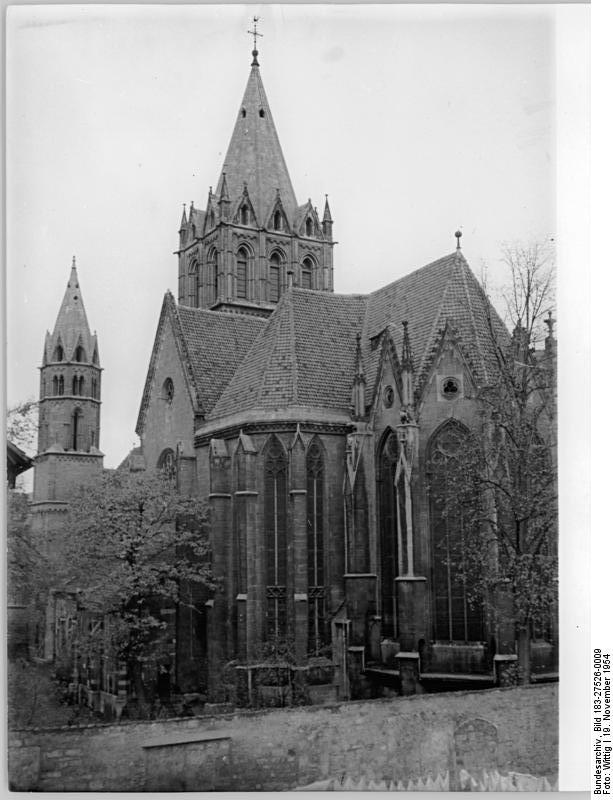
De kerk met de in de jaren 1960 verwijderde neogotische spits

Op de plaats van de huidige kerk stond ook het eerste kerkgebouw van Arnstadt, waarvan nog fundamentresten bestaan. Met de bouw van de Onze-Lieve-Vrouwekerk werd omstreeks het jaar 1200 begonnen. Vooralsnog betrof het een drieschepige basiliek met een romaans hallenkoor en een westelijke façade met dubbel torens in laatromaanse-vroeggotische stijlvormen. Deze eerste fase werd omstreeks 1220 voltooid. Met het inbrengen van gewelven werd halverwege de 13e eeuw begonnen. Na 1275 volgde de bouw van een dwarsschip op de plaats van het romaanse koor en de aanbouw van het hooggotische hallenkoor. Ook werden de torens in gotische stijl voltooid.

## Kloosterkerk
Met de verplaatsing van het Benedictijner klooster Sint-Walburga naar de Onze-Lieve-Vrouwekerk nam het belang van de kerk verder toe. Er werden tot 1330 een nonnengalerij gebouwd en kleurrijke vensters geplaatst, waarvan tegenwoordig nog twee apostelvensters en een Passiecyclus in de zijschepen te bezichtigen zijn. Omstreeks 1475 vonden nieuwe bouwactiviteiten plaats met de oprichting van een grafkapel voor de graven van Schwarzburg. Bovendien kreeg de klokkentoren in 1489 een spits als bekroning. Na de reformatie werd het klooster gesloten en met het verlies van het klooster verminderde ook het aanzien van de kerk. Er vonden nog weinig diensten plaats; ten slotte werd de kerk in 1813 gesloten en zelfs tijdelijk als magazijn in gebruik genomen. Het reeds eerder ingezette verval werd daarmee versneld.

## Restauratie 19e eeuw
In 1842 werd er een oproep tot donaties voor het behoud van de kerk gedaan, waarmee de daken van de kerk konden worden vernieuwd. In 1855 volgde de oprichting van een vereniging die zich ten doel stelde de kerk te herstellen. Vanaf 1880 werden de eerste restauratiewerkzaamheden uitgevoerd. De zuidelijk muur van het transept, het koor en de westelijke façade werden vernieuwd. De klokkentoren onderging ene volledige verandering en kreeg een neogotisch stenen spits. In het kader van deze renovatie verdween de nonnengalerij uit 1330 en kregen de kerkschepen een historiserende beschildering.

## 20e eeuw-heden
In het jaar 1910 begonnen onder leiding van de architect Martin Schwarz nieuwe werkzaamheden om de kerk zoveel mogelijk in de oorspronkelijke staat terug te brengen. De historiserende beschildering uit de 19e eeuw werd weer verwijderd. Tijdens de Tweede Wereldoorlog werden de bronzen klokken uit 1585 uit de kerk gehaald en voor oorlogsdoeleinden omgesmolten. Artilleriebeschietingen van de Amerikanen beschadigden de kerk in april 1945. Na de oorlog werd de kerk tot 1973 gereconstrueerd. De neogotische vieringtoren uit 1881 werd ter ontlasting van de fundamenten tot de huidige vereenvoudigde vorm teruggebouwd en in 1960 werden de gebrandschilderde ramen in het koor verwijderd. De omgesmolten klokken werden in 1959 door gietijzeren klokken vervangen. Het kerkgebouw werd in 1978 van een nieuw Schuke-orgel met 27 registers voorzien en in het dwarsschip geïnstalleerd. In de periode 1991-1994 volgde een gedeeltelijke sanering van het dak en in 1996 de restauratie van de noordwestelijke toren. 
Op 4 november 2000 werd een organisatie onder de naam Kuratorium zur Erhaltung der Liebfrauenkirche Arnstadt opgericht ter behoud van de kerk. Aanleiding was o.a. de slechte onderhoudstoestand van de pijlers en steunberen van het koor. Dankzij de activiteiten van deze organisatie vonden er in het begin van het millennium nieuwe renovaties plaats. Ook werden er in het kader van de 1300-jarige viering van Arnstadt in 2004 vier nieuwe bronzen klokken geïnstalleerd.

## Interieur

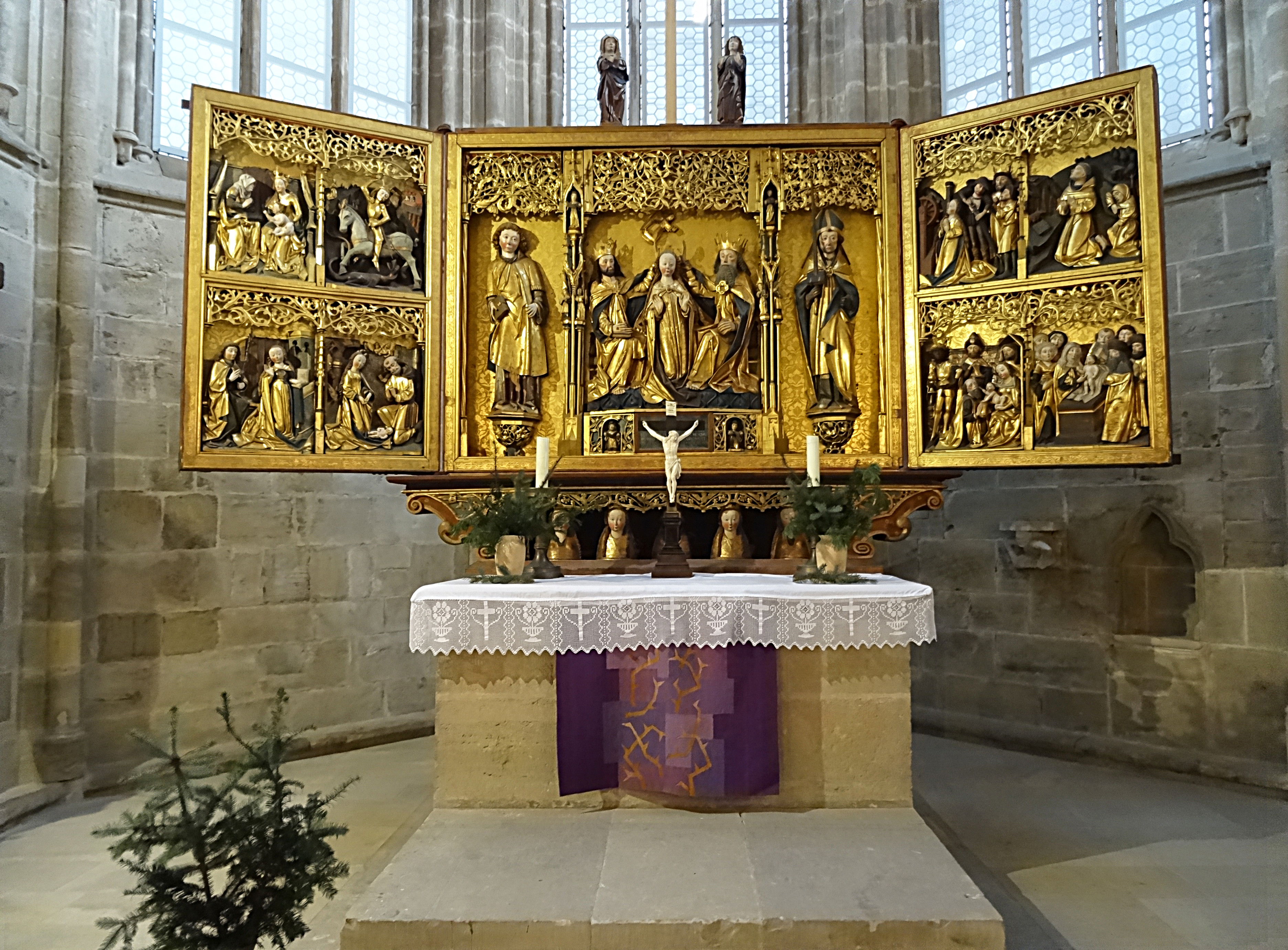
gotisch altaar uit 1498

- kostbaar timpaan boven de noordelijke deur;
- rijke beeldhouwkunst aan muren, kapitelen en sluitstenen;
- gotisch altaar met houtsnijwerk uit 1498;
- renaissance kansel uit 1589. Kansel wordt gedragen door een beeld van Mozes en bezit voorstellingen van de vier evangelisten.
- achter de kansel bevindt zich nog een restant van de beschildering uit 1890;
- Het 1,3 meter hoge Madonnabeeld is van lindenhout gesneden en dateert uit 1415.

#### Zuidelijk koor
- vensters van reformators (1883);
- de voormalige beschilderde deur van de sacristie (14e eeuw);
- achthoekige deksel van het doopvont uit de 16e eeuw met de oudste voorstelling van de kerk (het doopvont zelf is neogotisch);
- beeldengroep van de doop van Christus uit 1749. De jugendstil-onderbouw is een latere toevoeging;
- niet geheel bewaard gebleven houten vleugelaltaar (beschilderd, 15e-eeuws);
- diverse beelden en panelen uit de 15e eeuw;
- het orgel van Karl Schuke, Potsdam met 27 registers;
- achter het orgel een grafsteen van Theoderich van Witzleben en diens vrouw Hedwig.

#### Zuidelijk zijschip
- romaanse kruisgewelven;
- stenen beeld van een Maansikkelmadonna uit de 15e eeuw (oorspronkelijk een beeld aan de buitenmuren van de kerk);
- zeven vensters met voorstellingen van het lijden van Christus, vroeg-14e-eeuws, oorspronkelijk in het koor.
- vier ingelijste vensters, deel van het oorspronkelijke grote raam in de grafkapel, circa 1470.

#### Noordelijk zijschip
- romaanse kruisgewelven;
- twee vensters uit de vroege 14e eeuw met de apostelen Jakobus en Andreas (tot in 1880 in het noordelijk koorvenster);
- twee grote crucifixen uit de vroege 16e eeuw;
- een voormalige sacristiekast met beslag uit het einde van de 19e eeuw.[1]

## Afbeeldingen

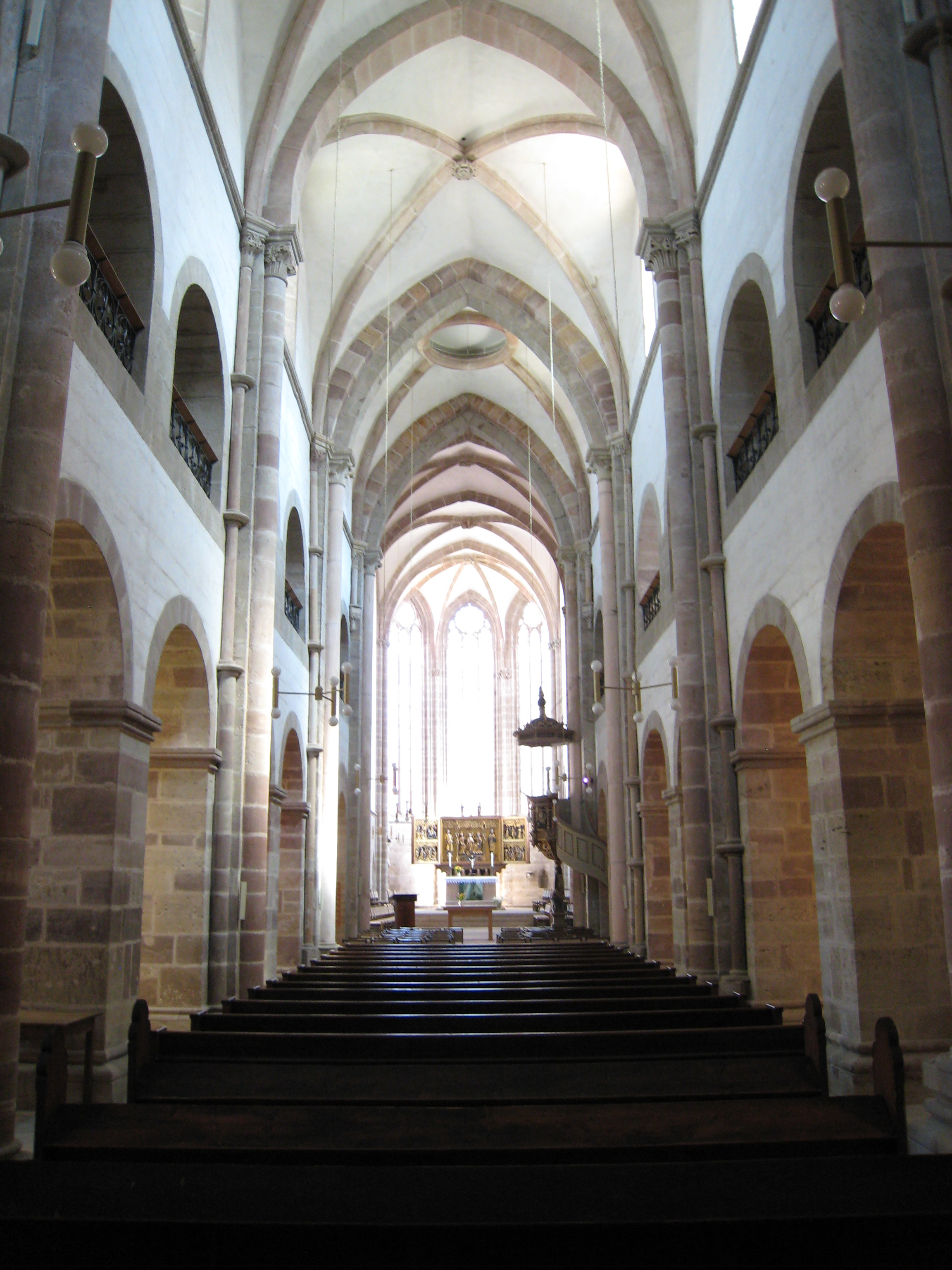
Interieur
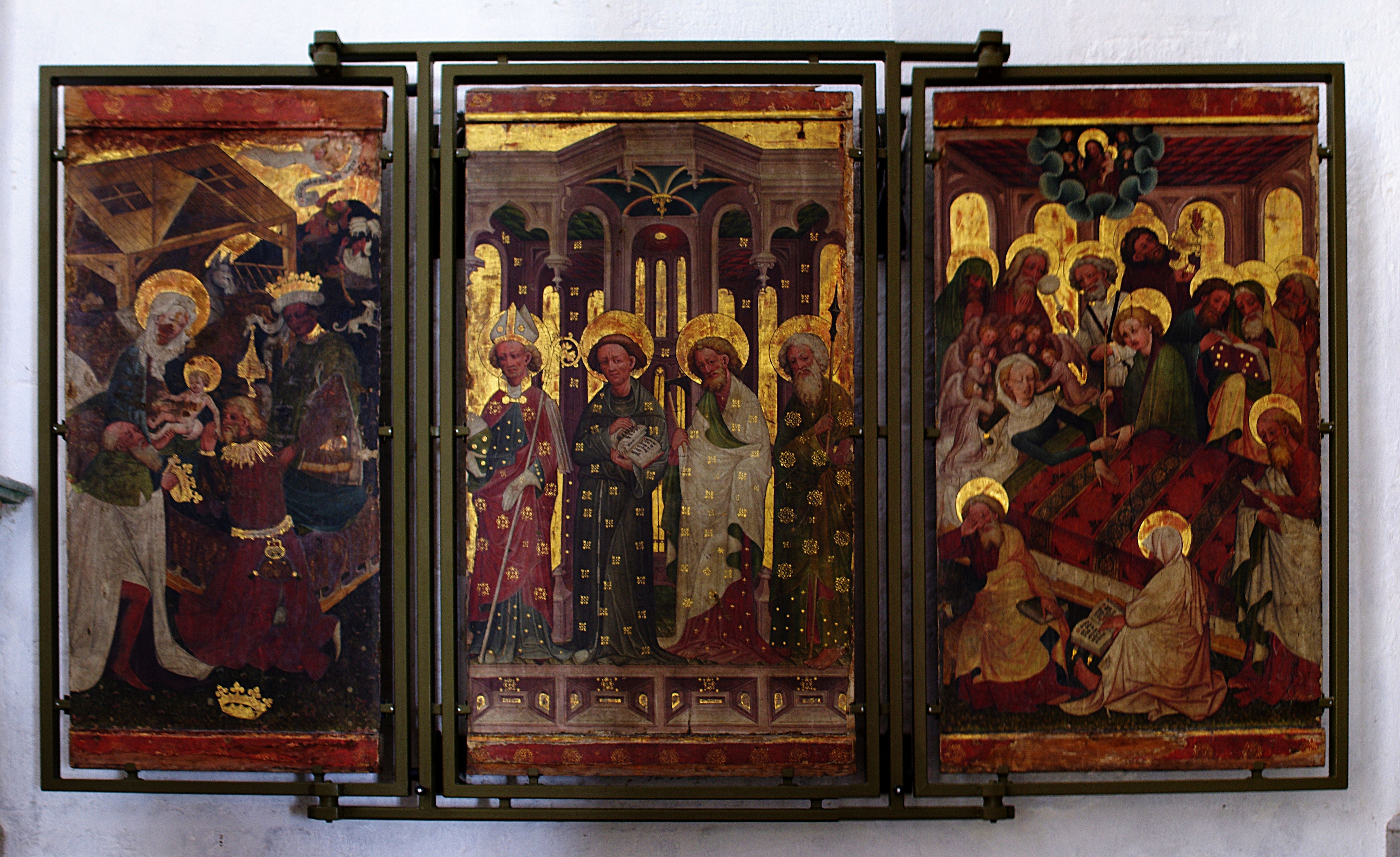
Vleugelaltaar
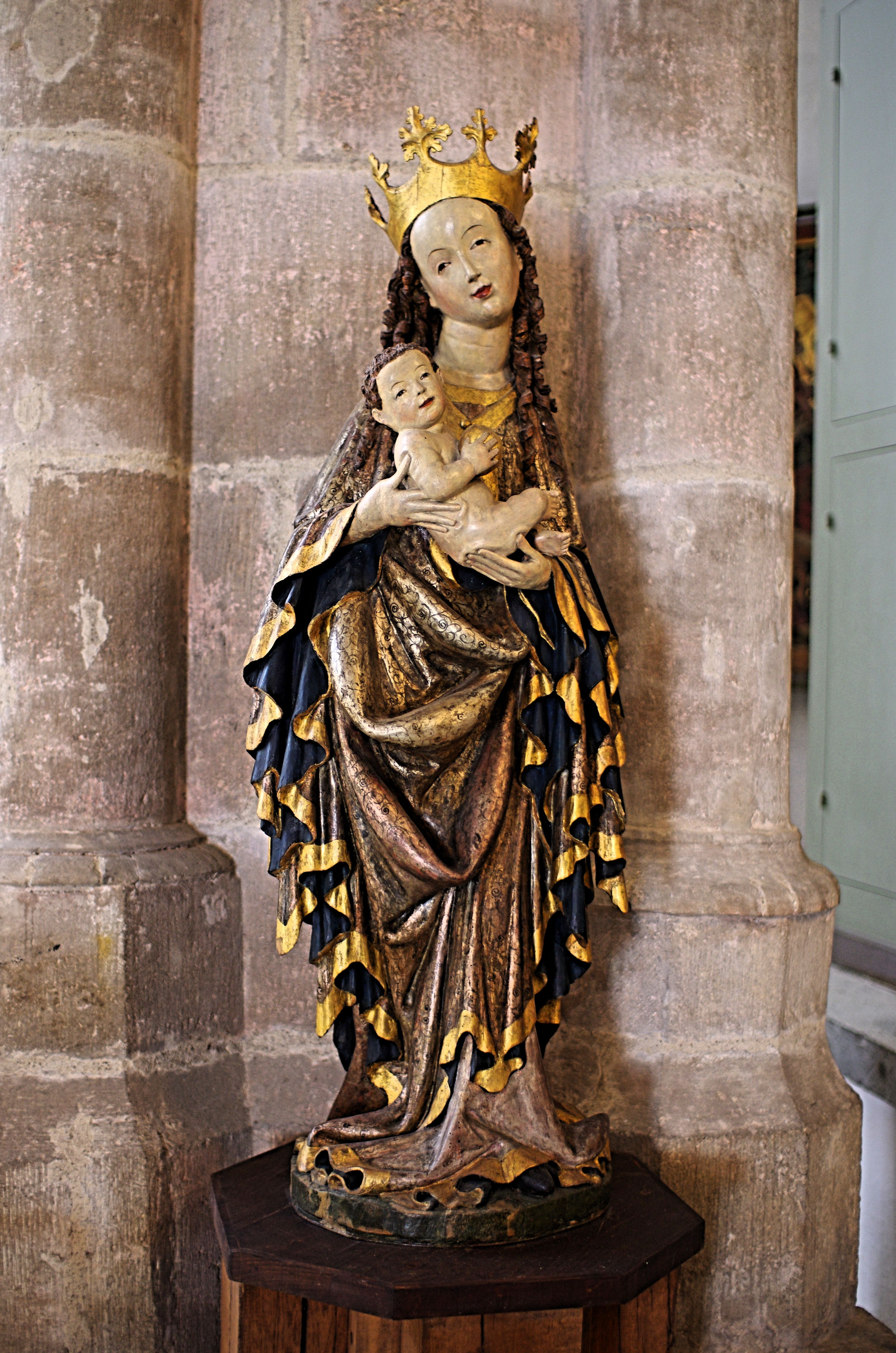
Madonna
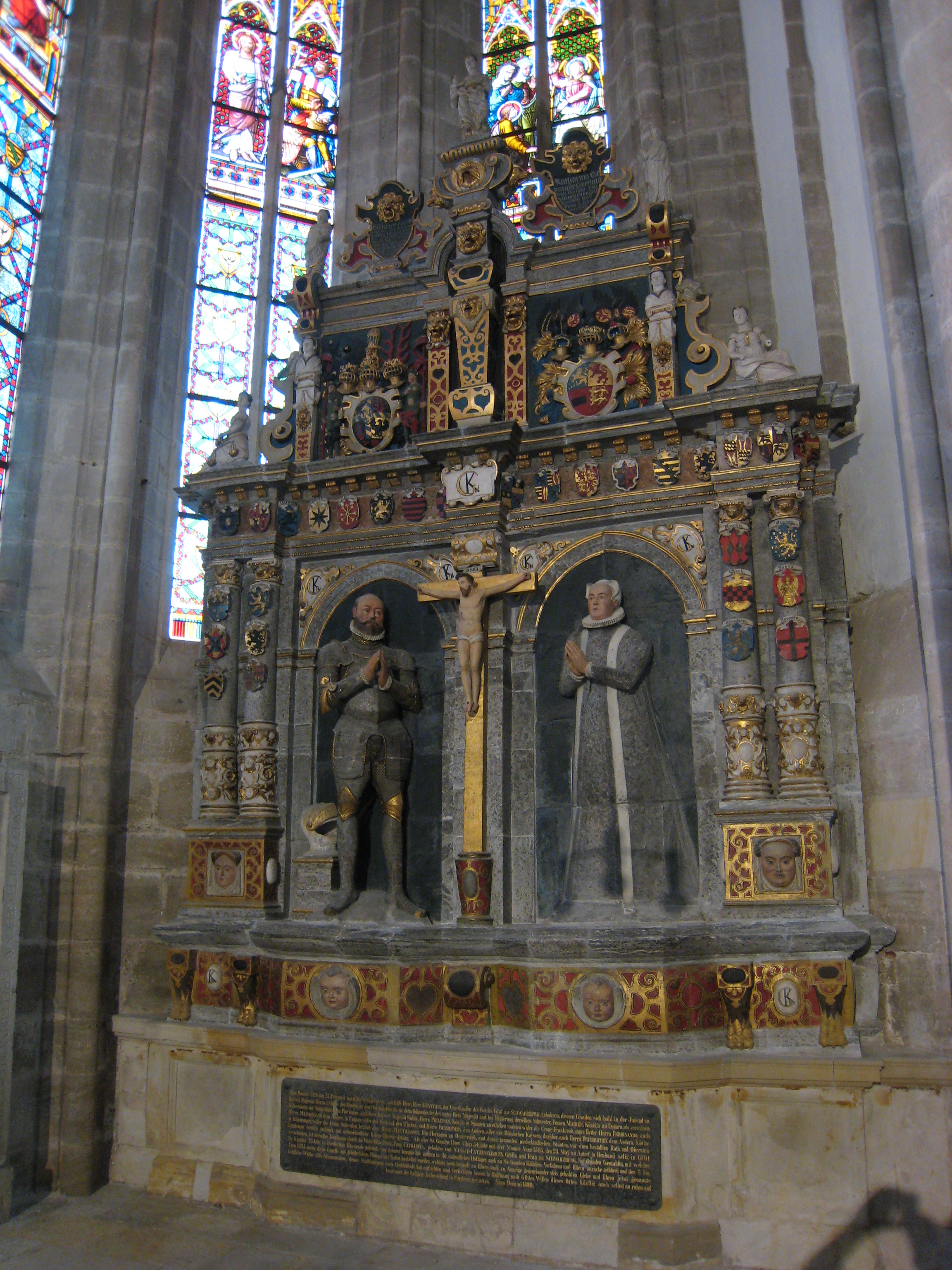
Epitaaf
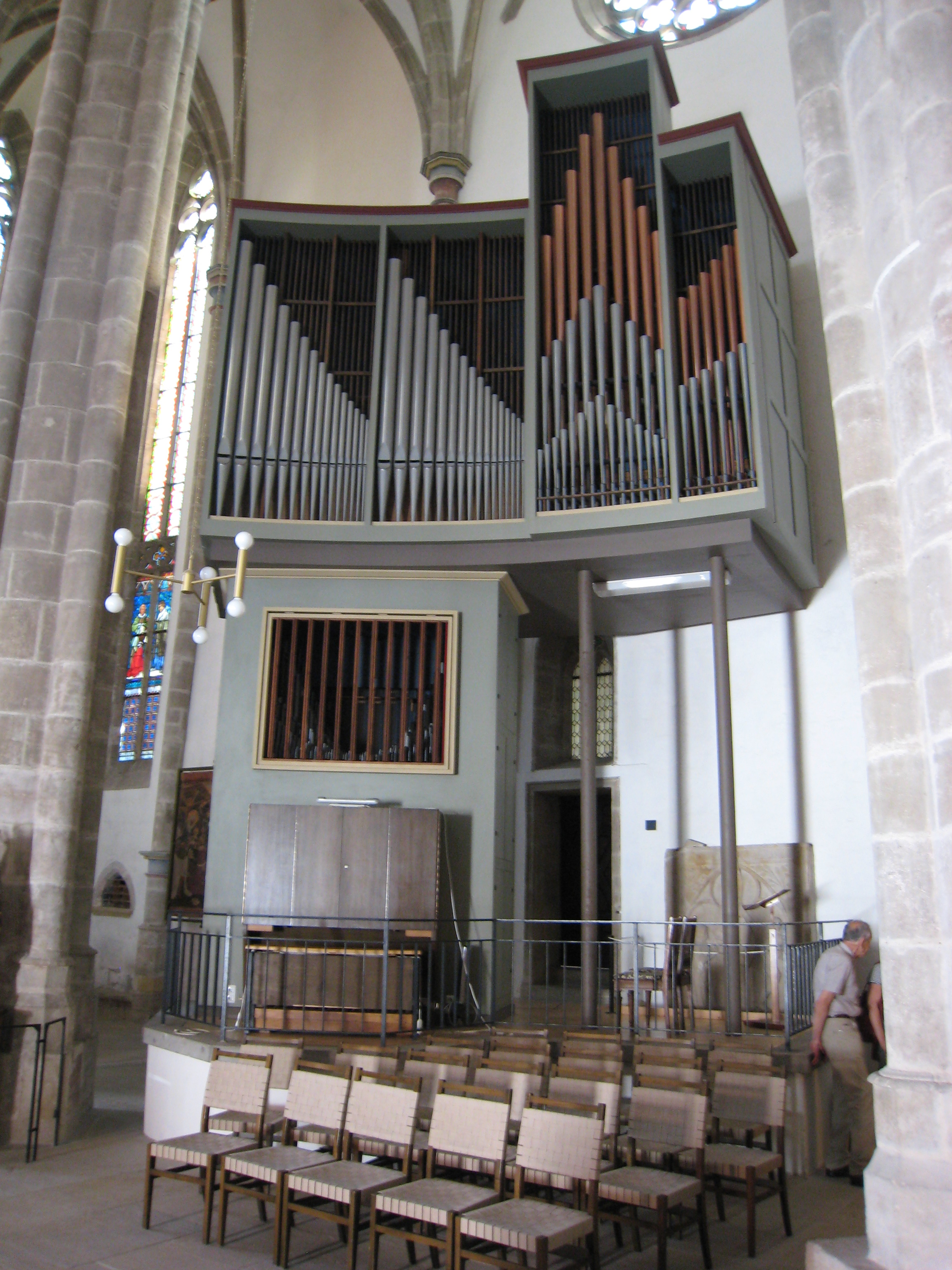
Orgel
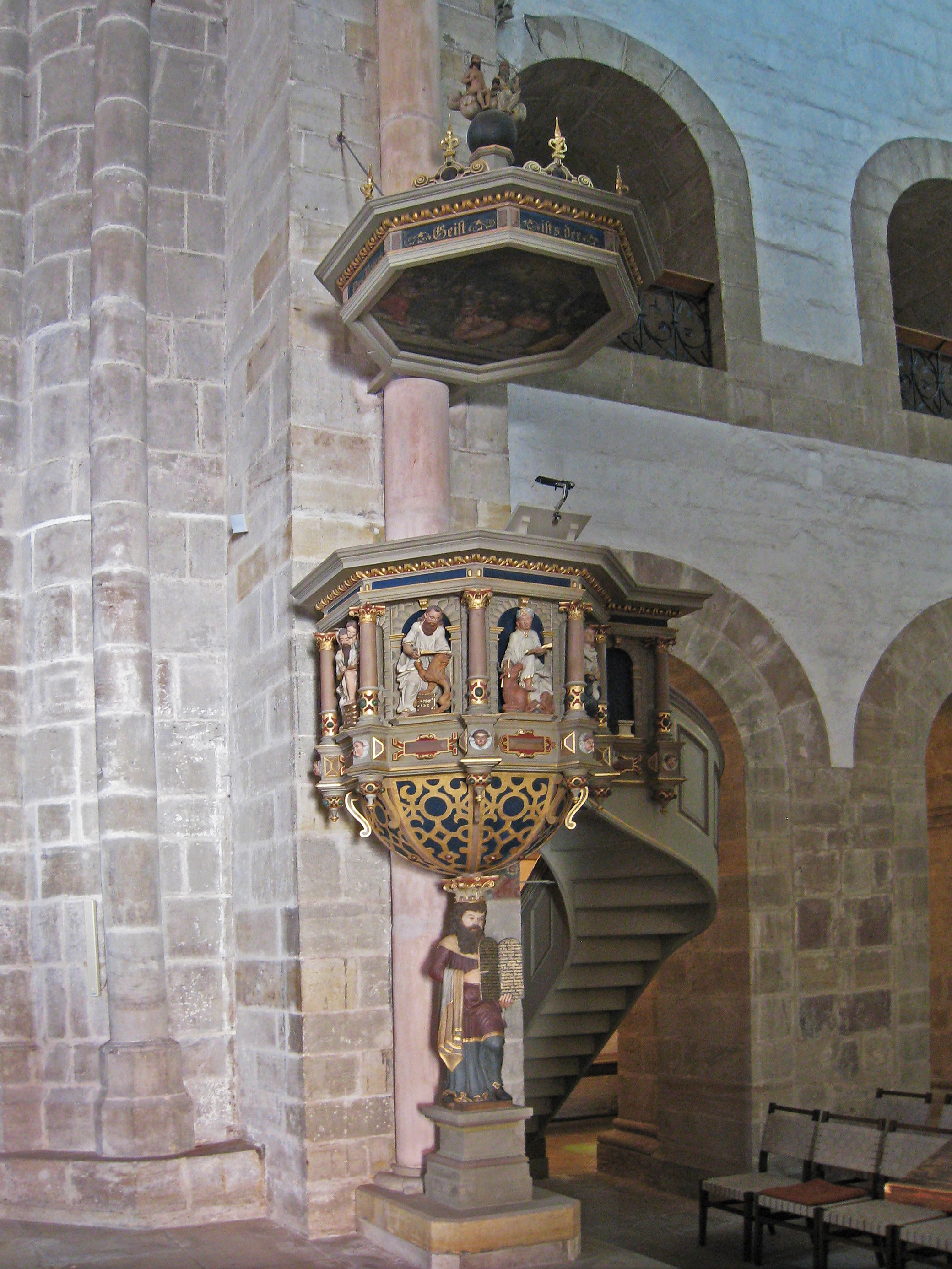
Kansel